# Penguin Villa
Penguin Villa (en tailandés: เพนกวิน วิลล่า) es un grupo tailandés de  pop integrada por el músico y productor Jay Jetamon Malayoda (เจต 'เจ' มนต์ ม ละ โยธา).
Jetamon comenzó su carrera musical cuando tenía en sus años de bachiller en segundo lugar, de ser un guitarrista de una banda de rock alternativo denominado como Proud. También escribió una letra de un tema musical titulado "No Proud Fan Kue Kwam" (เธอ คือ ความ ฝัน - ". Eres un sueño"), uno de su repertorio musical que tuvo mucho éxito en su tiempo.
Su canción "Acrophobia" aparece en la película de Apichatpong Weerasethakul, El tío Boonmee que recuerda sus vidas pasadas.